# جزيرة ديناوانغ
جزيرة ديناوانغ وهي جزيرة من جزر إندونيسيا، وتتبع في إقليم كليمنتان الجنوبية في إندونيسيا.